# Anastasia Kempf
Anastasia Kempf (* 30. November 1997 in Wolgograd) ist eine ehemalige deutsche rhythmische Sportgymnastin russischer Herkunft.

## Laufbahn
Kempf trainierte beim TBG Neulußheim, bis sie 2009 an den Bundesstützpunkt in Fellbach wechselte. Bei den Deutschen Meisterschaften 2010 konnte sie verletzungsbedingt nicht starten. Im Jahr darauf entschied sie in der Altersklasse der 14-Jährigen bei den Deutschen Meisterschaften alle ausgetragenen Wettbewerbe für sich und wurde somit Deutsche Jugendmeisterin im Mehrkampf, mit dem Reifen, dem Ball, den Keulen und dem Band. 2012 konnte Anastasia Kempf sich erneut die Deutschen Jugendmeistertitel im Mehrkampf, mit dem Reifen, dem Ball und dem Band sichern, mit den Keulen wurde sie Zweite. An den Junioren-Europameisterschaften nahm Kempf mit Kristina Durbanova im Teamwettbewerb teil, wobei sie Platz elf belegten. Kempf kam dabei mit dem Ball auf Platz 15, mit dem Band erreichte sie Platz elf.
2013 wurde Anastasia Kempf in die Nationalmannschaft-Gruppe der Senioren berufen und erreichte mit der neu formierten Gruppe, zu der auch Judith Hauser, Anastasija Khmelnytska, Daniela Potapova, Sara Radman und Rana Tokmak gehörten, bei den Weltmeisterschaften in Kiew Rang neun im Mehrkampf und Rang sieben im Keulenfinale. Ende des Jahres 2013 erklärte Kempf ihren Rückzug aus der Nationalmannschaft-Gruppe.